# بيل موراي (لاعب كرة قاعدة)
بيل موراي (بالإنجليزية: Bill Murray) هو لاعب كرة قاعدة أمريكي، ولد في 6 سبتمبر 1893 في Vinalhaven, Maine ‏ في الولايات المتحدة، وتوفي في 14 سبتمبر 1943 في بوسطن في الولايات المتحدة.

## وصلات خارجية
- بيل موراي على موقعبيزبول رفرنس.كوم (الدوري الرئيسي) (الإنجليزية)